# Fibreus kraakbeen
Fibreus kraakbeen, vezelig kraakbeen of cartilago fibrosa is een mengvorm van vormvast bindweefsel en hyalien kraakbeen. Het bevat veel collageenvezels. De kraakbeencellen (chondrocyten) liggen vaak in rijen tussen de bundels collageen.
Vezelig kraakbeen bevindt zich op plaatsen waar weerstand geboden moet worden aan grote trekbelasting, zoals tussenwervelschijven, schaambeenderen, kaak- en kniegewricht en aanhechtingen van pezen aan bot.